# Ferocactus pilosus
Ferocactus pilosus (лат.) — суккулент, вид рода ферокактус (Ferocactus) семейства Кактусовые (Cactaceae), эндемик пустыни Чиуауа в Мексике.

## Ботаническое описание
Ferocactus pilosus — кактус, который растёт индивидуально, но может образовывать большие группы. При диаметре 50 см побеги достигают высоты до 3 м. Ствол имеет от 13 до 20 рёбер, которые у молодых растений имеют острые края, а с возрастом становятся округлые. Ареолы на кактусе расположены близко друг к другу и, кажется, почти сливаются друг с другом. Ярко-красные или жёлтые, раскидистые шипы слегка изогнуты, их сложно разделить на центральные и радиальные шипы. В основном красные, от шести до двенадцати центральных колючек, крепкие, длиной до 5 см. Радиальные шипы обычно редуцированы до многочисленных беловатых щетинок. Цветки от жёлтого до красного цвета появляются вокруг кончика побега. Они достигают длины до 4 см и диаметра 2,5 см. Жёлтые плоды длиной от 3 до 4 см имеют яйцевидную форму.

Ferocactus pilosus
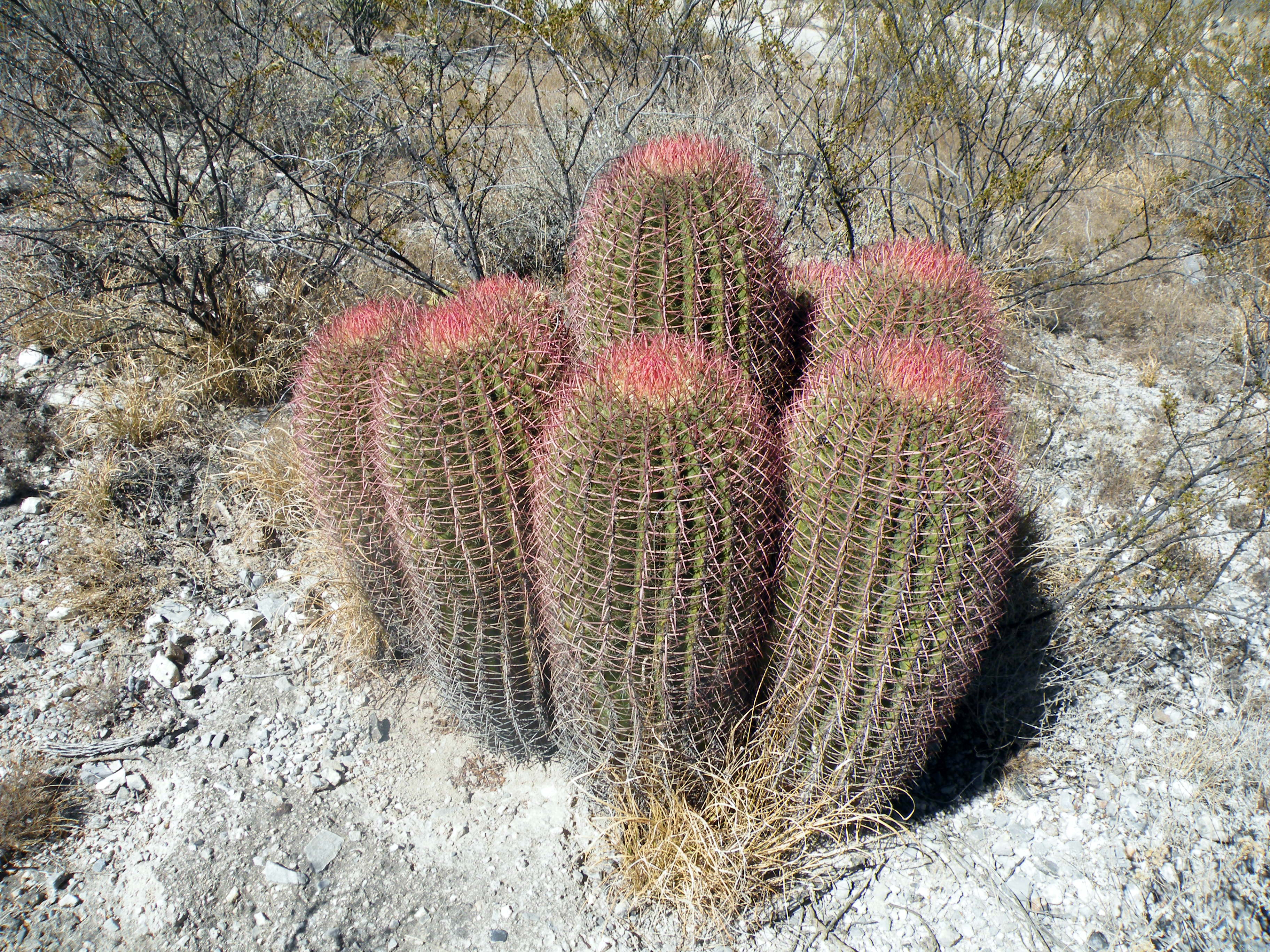
Группа F. pilosus
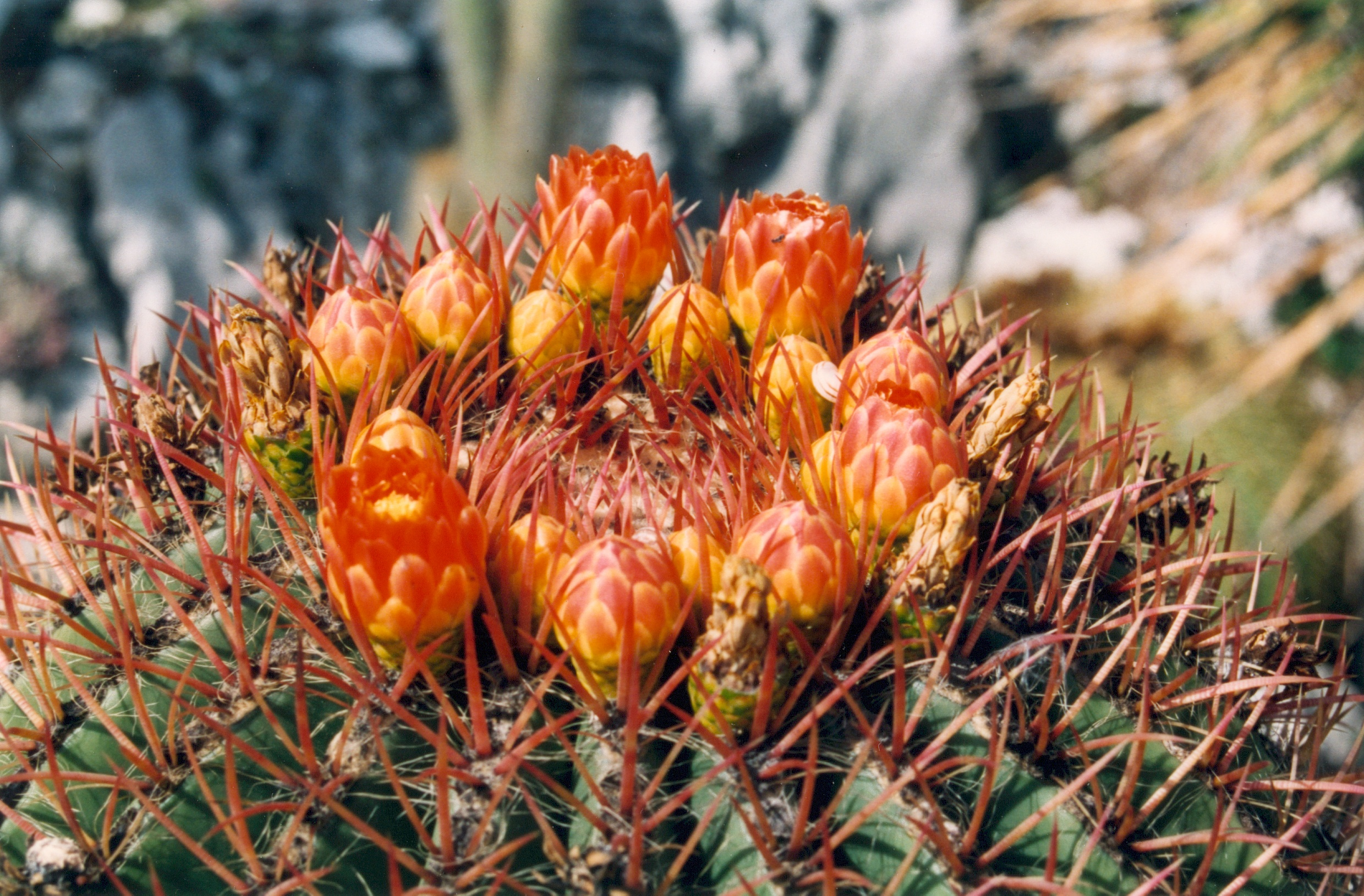
Цветки
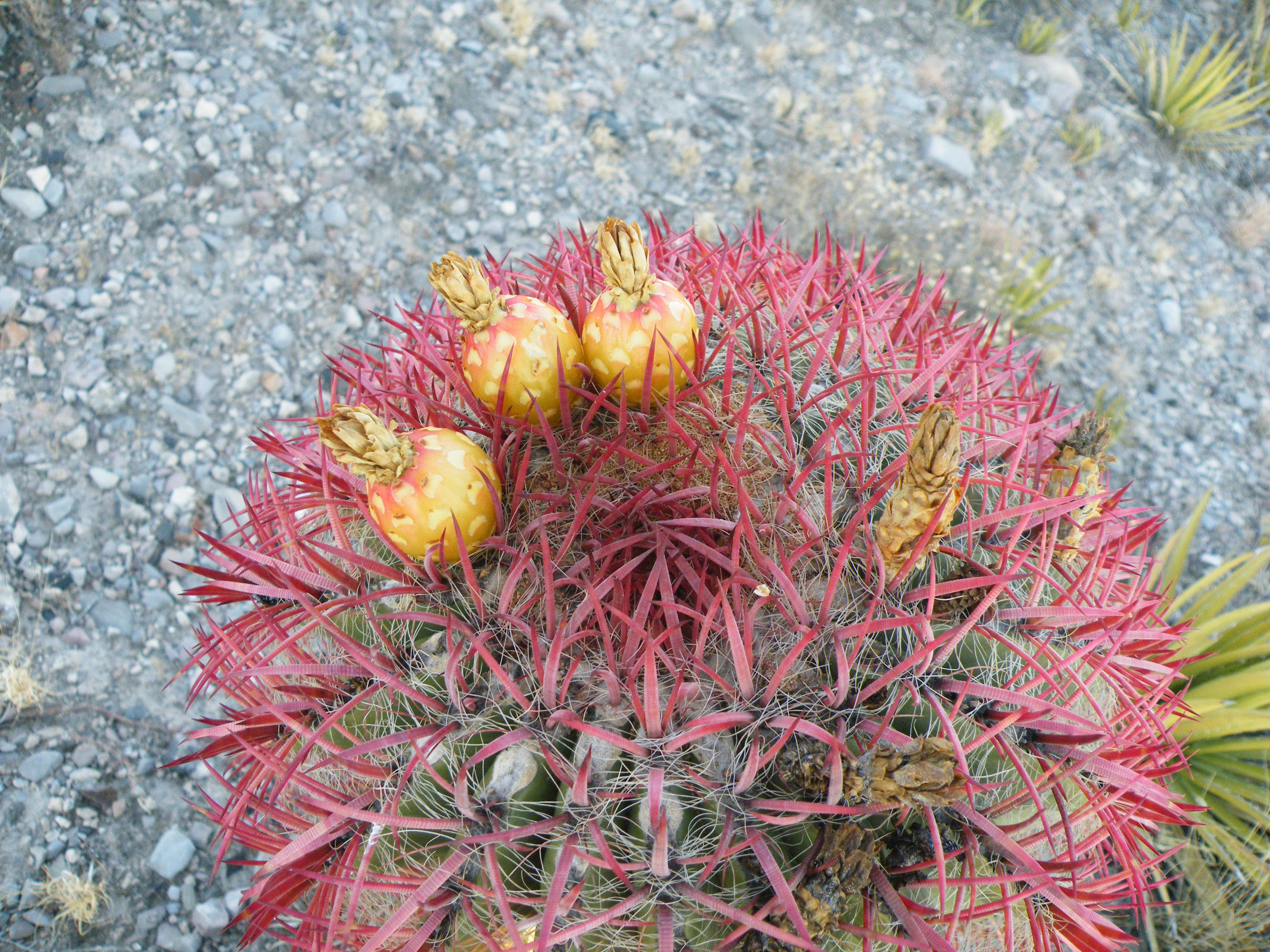
Плоды
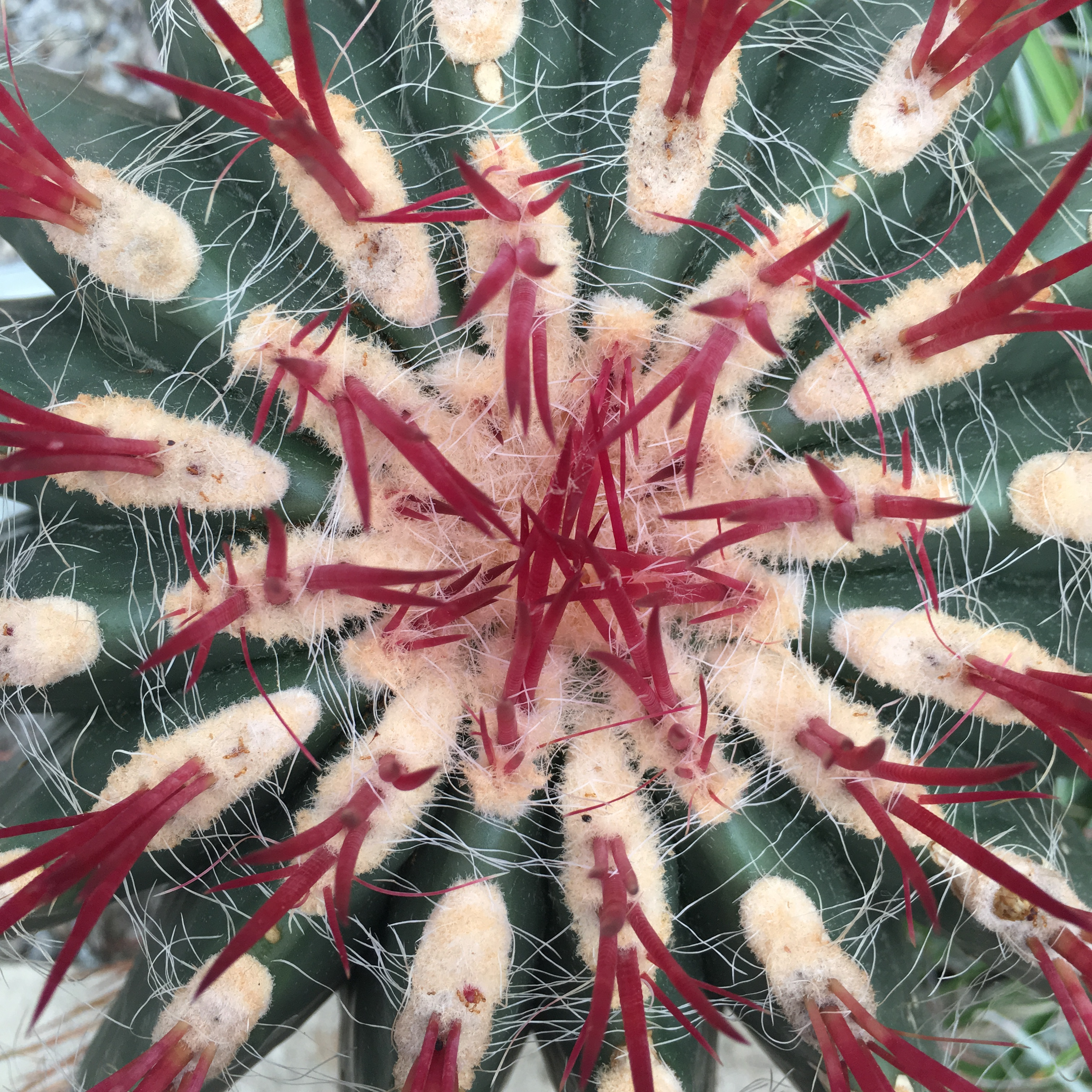
Точка роста

## Таксономия
Видовой эпитет pilosus — от латинского, что означает «волосатый» или «мягковолосый». Впервые он был описан как Echinocactus pilosus в 1850 году Анри-Гийомом Галеотти в книге Йозефа Сальм-Райффершайдт-Дик Cacteae in horto Dyckensi cultae anno 1849. Эрих Вердерманн отнёс его к роду Ferocactus в 1933 году.

## Распространение и местообитание

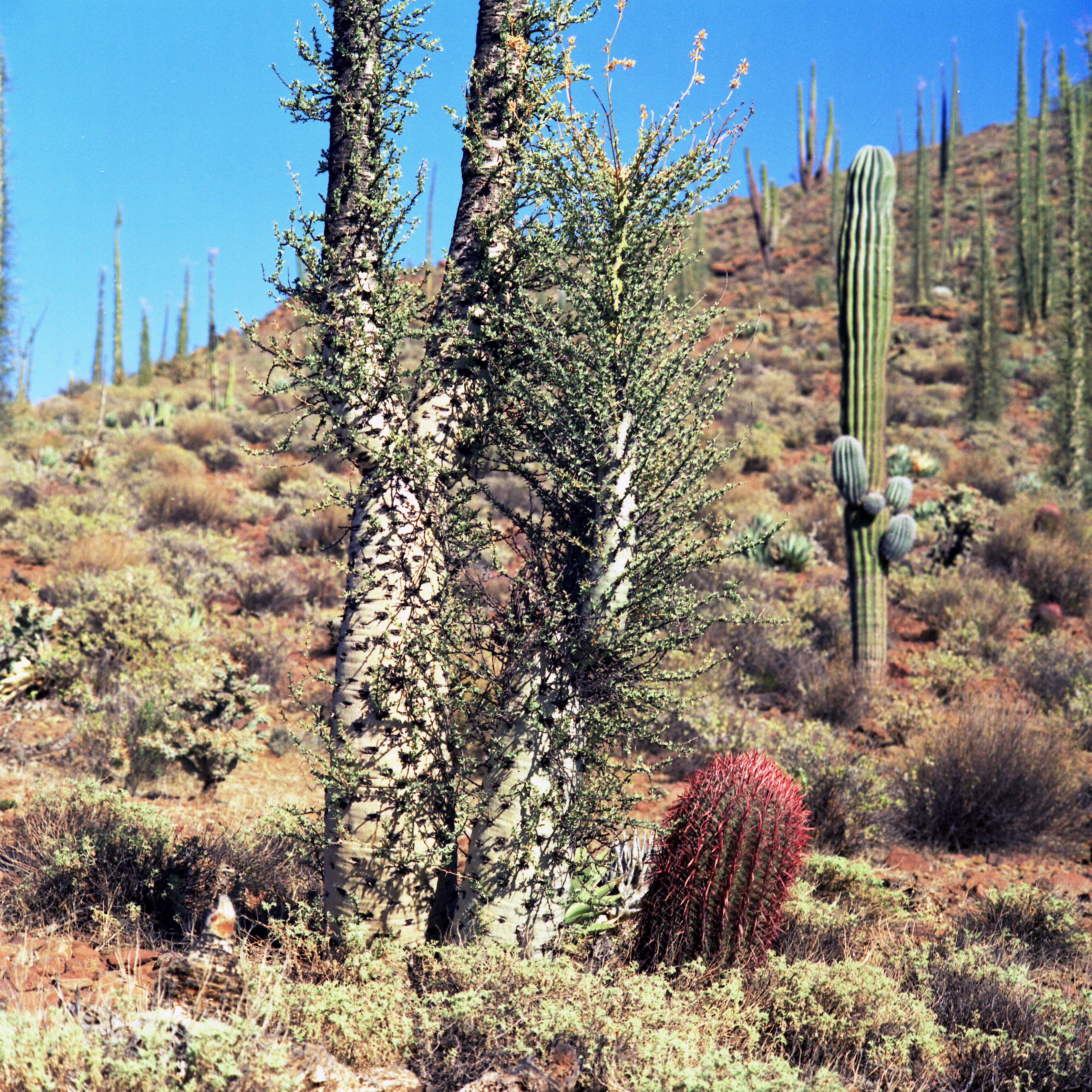
Fouquieria columnaris и Ferocactus pilosus в природе

Ferocactus pilosus является эндемиком пустыни Чиуауа, расположенной на северо-востоке Мексики. Встречается в мексиканских штатах Коауила, Дуранго, Нуэво-Леон, Сан-Луис-Потоси и Тамаулипас.

## Охранный статус
Международный союз охраны природы классифицирует природоохранный статус вида как «вызывающий наименьшие опасения».